# Těšín (Železnice)
Těšín je část města Železnice v okrese Jičín. Nachází se na jihu Železnice. Prochází zde silnice II/286. V roce 2009 zde bylo evidováno 21 adres. V roce 2001 zde trvale žilo 29 obyvatel.
Těšín je také název katastrálního území o rozloze 1,08 km².